# یندژی تارانک
یندژی تارانک (لهستانی: Jędrzej Taranek؛ زادهٔ ۲۵ ژوئیه ۱۹۸۴) بازیگر اهل لهستان است.
از فیلم‌ها یا مجموعه‌های تلویزیونی که وی در آن‌ها نقش داشته‌است، می‌توان به در خوشی و سختی، نامه به بابا نوئل، رنگ‌های خوشبختی، عشق اول، در خیابان سپولنی و پدر متیو اشاره نمود.